# Desmoscolex pelophilus
Desmoscolex pelophilus är en rundmaskart som beskrevs av Steiner 1916. Desmoscolex pelophilus ingår i släktet Desmoscolex och familjen Desmoscolecidae. Inga underarter finns listade i Catalogue of Life.